# L. Rogers Lytton
L. Rogers Lytton (New Orleans, 9 aprile 1867 – New York, 9 agosto 1924) è stato un attore, regista e sceneggiatore statunitense.

## Filmografia

### Attore (parziale)
- Lincoln's Gettysburg Address, regia di James Stuart Blackton e James Young – cortometraggio (1912)
- The Irony of Fate, regia di Albert W. Hale – cortometraggio (1912)
- Four Days a Widow – cortometraggio (1912)
- The Mills of the Gods, regia di Ralph Ince  – cortometraggio (1912)
- The Model for St. John, regia di James Young – cortometraggio (1912)
- In the Flat Above, regia di James Young – cortometraggio (1912)
- The Wood Violet, regia di Ralph Ince – cortometraggio (1912)
- Three Girls and a Man, regia di Albert W. Hale – cortometraggio (1912)
- The Scoop, regia di William Humphrey – cortometraggio (1912)
- The Adventure of the Counterfeit Bills, regia di Maurice Costello – cortometraggio (1913)
- The Wings of a Moth, regia di Laurence Trimble – cortometraggio (1913)
- The Little Minister, regia di James Young – cortometraggio (1913)
- Off the Road, regia di Ralph Ince – cortometraggio (1913)
- The Interrupted Honeymoon, regia di James Young – cortometraggio (1913)
- Odio, amore, vendetta (The Vengeance of Durand; or, The Two Portraits), regia di J. Stuart Blackton – cortometraggio (1913)
- Everybody's Doing It, regia di J.H. Thorpe – cortometraggio (1913)
- Papa Puts One Over, regia di Ralph Ince – cortometraggio (1913)
- Cinderella's Slipper, regia di Maurice Costello – cortometraggio (1913)
- The Final Justice, regia di Bert Angeles – cortometraggio (1913)
- Red and White Roses, regia di William Humphrey e Ralph Ince – cortometraggio (1913)
- Checkmated, regia di Laurence Trimble – cortometraggio (1913)
- The Artist's Great Madonna, regia di Van Dyke Brooke – cortometraggio (1913)
- The Still Voice – cortometraggio (1913)
- The Bachelor's Baby, or How It All Happened, regia di Van Dyke Brooke – cortometraggio (1913)
- Delayed Proposals, regia di James Young – cortometraggio (1913)
- The Tiger Lily, regia di Van Dyke Brooke – cortometraggio (1913)
- The Diamond Mystery, regia di Charles Kent – cortometraggio (1913)
- The Prince of Evil, regia di Ralph Ince – cortometraggio (1913)
- The Late Mr. Jones, regia di James Young – cortometraggio (1913)
- Father and Son: or, The Curse of the Golden Land, regia di Frederick A. Thomson – cortometraggio (1913)
- Sauce for the Goose, co-regia di L. Rogers Lytton, Wilfrid North e James Young – cortometraggio (1913)
- The Mystery of the Silver Skull, regia di Maurice Costello e Wilfrid North – cortometraggio (1913)
- Luella's Love Story, regia di L. Rogers Lytton e James Young – cortometraggio (1913)
- Daniel, regia di Frederick A. Thomson – cortometraggio (1913)
- Nuovi metodi per domare la suocera (Jerry's Mother-in-Law), regia di James Young – cortometraggio (1913)
- Why I Am Here, regia di Ralph Ince – cortometraggio (1913)
- Beauty Unadorned, regia di Sidney Drew, L. Rogers Lytton, James Young – cortometraggio (1913)
- Up in a Balloon, regia di James Young – cortometraggio (1913)
- Heartease, regia di L. Rogers Lytton e James Young – cortometraggio (1913)
- Nipote stile moderno (Jerry's Uncle's Namesake), regia di L. Rogers Lytton e James Young – cortometraggio (1914)[1]
- Cherry, regia di James Young – cortometraggio (1914)
- Shadows of the Past, regia di Ralph Ince – cortometraggio (1914)
- My Official Wife, regia di James Young (1914)
- The Win(k)some Widow, regia di Edmond F. Stratton (1914)
- His Unknown Girl, regia di Harry Lambert – cortometraggio (1914)
- The Tangle, regia di Harry Lambart (1914)
- The Fates and Flora Fourflush, regia di Wally Van – cortometraggio (1914)
- Hearts and the Highway, regia di Wilfrid North (1915)
- For Another's Crime, regia di William Humphrey – cortometraggio (1915)
- The Breath of Araby , regia di Charles L. Gaskill – cortometraggio (1915)
- The Radium Thieves, regia di William Humphrey – cortometraggio (1915)
- The Enemies, regia di Harry Davenport – cortometraggio (1915)
- The Esterbrook Case – cortometraggio (1915)
- The Way of the Transgressor, regia di William Humphrey – cortometraggio (1915)
- L'invasione degli Stati Uniti (The Battle Cry of Peace), regia di J. Stuart Blackton e Wilfrid North (1915)
- Hearts Ablaze, regia di Lorimer Johnston – cortometraggio (1915)
- The Woman in the Box, regia di Harry Davenport – cortometraggio (1915)
- The Ruling Power, regia di Lionel Belmore – cortometraggio (1915)
- To Cherish and Protect, regia di William Humphrey – cortometraggio (1915)
- The Unforgiven, regia di Lorimer Johnston – cortometraggio (1915)
- A 'Model' Wife, regia di Wilfrid North – cortometraggio (1915)
- The Making Over of Geoffrey Manning, regia di Harry Davenport - mediometraggio (1915)
- Mrs. Dane's Danger, regia di Wilfrid North (1916)
- The Hero of Submarine D-2, regia di Paul Scardon (1916)
- Salvation Joan, regia di Wilfrid North (1916)
- The Ordeal of Elizabeth, regia di Wilfrid North (1916)
- The Tarantula, regia di George D. Baker (1916)
- Phantom Fortunes, regia di Paul Scardon (1916)
- The Scarlet Runner, regia di William P.S. Earle e Wally Van - serial (1916)
- The Price of Fame, regia di Charles Brabin (1916)
- A Race for Life – cortometraggio (1916)
- Panthea, regia di Allan Dwan (1917)
- The Message of the Mouse, regia di James Stuart Blackton (1917)
- The On-the-Square Girl, regia di George Fitzmaurice (1917)
- Lest We Forget, regia di Léonce Perret (1918)
- The Burden of Proof, regia di John G. Adolfi e Julius Steger (1918)
- La città proibita (The Forbidden City), regia di Sidney Franklin (1918)
- The Belle of New York, regia di Julius Steger (1919)
- The Third Degree, regia di Tom Terriss (1919)
- Thin Ice
- Shadows of the Past
- Daring Hearts, regia di Henry Houry (1919)
- A Regular Girl, regia di James Young (1919)
- The Vengeance of Durand, regia di Tom Terriss (1919)
- High Speed, regia di Charles Miller (1920)
- For Love or Money, regia di Burton L. King (1920)
- The Prey, regia di George L. Sargent (1920)[2]
- His Brother's Keeper, regia di Wilfrid North (1921)
- Ali d'argento (Silver Wings), regia di Edwin Carewe e John Ford (1922)
- Who Are My Parents?, regia di J. Searle Dawley (1922)
- Zaza, regia di Allan Dwan (1923)
- Notte nuziale (A Sainted Devil), regia di Joseph Henabery (1924)

### Regista
- Her Sweetest Memory – cortometraggio (1913)
- The Master Painter – cortometraggio (1913)
- Sauce for the Goose, co-regia di Wilfrid North e James Young – cortometraggio (1913)
- Heartbroken Shep, co-regia di James Young – cortometraggio (1913)
- Luella's Love Story, co-regia di James Young – cortometraggio (1913)
- The Next Generation – cortometraggio (1913)
- Beauty Unadorned, co-regia di Sidney Drew e James Young – cortometraggio (1913)
- Heartease, co-regia di James Young – cortometraggio (1913)
- Nipote stile moderno (Jerry's Uncle's Namesake), co-regia di James Young – cortometraggio (1914)[1]

### Sceneggiatore
- A Heart of the Forest, regia di Ralph Ince – cortometraggio (1913)
- Delayed Proposals, regia di James Young – cortometraggio (1913)
- Luella's Love Story, regia di L. Rogers Lytton e James Young – cortometraggio (1913)
- Nuovi metodi per domare la suocera, regia di James Young – cortometraggio (1913)